# Hudson (Indiana)
Pour les articles homonymes, voir Hudson.
Hudson est une commune du comté de Steuben, situé dans l'Indiana, aux États-Unis. Sa population était de 518 habitants au dernier recensement.